# キープ・イット・トゥゲザー
「キープ・イット・トゥゲザー」 (Keep It Together) はマドンナの楽曲で、アルバム『ライク・ア・プレイヤー』（1989年）から、1990年に発表された通算第6枚目そして最後のシングル。アメリカと日本では同アルバムから5枚目にシングル・カットされた。

## 解説
「キープ・イット・トゥゲザー」は、アルバム『ライク・ア・プレイヤー』からの最終シングルである。告白的な内容である同アルバムでは、カトリック教会に対する疑問、自身の結婚の崩壊、幼少時に失った母親、父親との確執など私的なテーマが次々に取り上げられたが、その幕を閉じるにあたって、「家族の絆」こそが苦難の道を乗り越える支えであると肯定的なメッセージを訴えた。歌詞は正にマドンナの自伝であるかの如く、幼少時代6兄弟の一人として育った自分を振り返り、家を飛び出した後、スーパー・スターになった現在に至る自分を語っている。シングル発売後まもない1990年4月に敢行されたこのツアーでは、「キープ・イット・トゥゲザー」はステージで歌われる最後の曲として有名である。ここでマドンナは、黒のストラップの衣装を纏い、椅子を使ったダンス・パフォーマンスを披露する。曲自体のヒントとなったスライ&ザ・ファミリー・ストーンによる「ファミリー・アフェア」をイントロで歌い、最後にはステージで曲のコーラスを一人で歌いながら、帽子を落としてステージを去るという演出で終わる。
リリース当時この曲にはプロモーション・ビデオが作られなかったが、1990年3月31日付けの全米ビルボードHot100では最高位8位まで登ることになる。ビルボードのダンス・クラブ・プレイ・チャートそしてマキシ・シングル・セールス・チャートでは第一位にそれぞれ輝いたヒット曲になった。オーストラリアでは「キープ・イット・トゥゲザー」は次のシングルである大ヒット曲「ヴォーグ」がB面として同時に発売された事によりチャートでは一位を記録した。発売されたシングル・ヴァージョンはシェップ・ペティボーンによってミックスされ、ステファン・ブレイによるオリジナルのファンキーでR&B的なプロデュースとは異なり、もっとクラブ向けなダンス・ソングに仕上がっている。尚、後にMTVなどの音楽番組では「ブロンド・アンビション・ツアー」ヒューストン公演での「キープ・イット・トゥゲザー」のパフォーマンスがミュージック・ヴィデオとして放送された。

## 収録曲
日本盤 8 cm シングル (WPDP-6216) 
1. キープ・イット・トゥゲザー　Keep It Together (Single Remix) 4:35
2. キープ・イット・トゥゲザー　Keep It Together (Instrumental Remix) 6:00

## 公式リミックス・ヴァージョン
- Album Version 5:03
- Single Remix 4:35
- Alternate Single Remix 4:51
- 7" Remix 4:45
- 12" Mix 6:59
- 12" Remix 7:50
- 12" Extended Mix 7:20
- Dub 7:00
- Bonus Beats 3:26
- Instrumental Remix 6:00